# Chuyer
Chuyer là một xã trong tỉnh Loire miền trung nước Pháp.